# Epinephelus indistinctus
Epinephelus indistinctus är en fiskart som beskrevs av Randall och Heemstra, 1991. Epinephelus indistinctus ingår i släktet Epinephelus och familjen havsabborrfiskar. IUCN kategoriserar arten globalt som otillräckligt studerad. Inga underarter finns listade i Catalogue of Life.